# Јамиште
Јамиште (мкд. Јамиште) је насеље у Северној Македонији, у источном делу државе. Јамиште је у саставу општине Пробиштип.

## Географија
Јамиште је смештено у источном делу Северне Македоније. Од најближег града, Пробиштипа, насеље је удаљено 15 km источно.
Насеље Јамиште се налази у историјској области Осогово, на јужним висовима Осоговских планина. Надморска висина насеља је приближно 1.030 метара. Западно од насеља тече Злетовска река горњим делом свог тока.
Месна клима је планинска због знатне надморске висине.

## Становништво
Јамиште је према последњем попису из 2002. године имало 10 становника.
Претежно становништво у насељу су етнички Македонци (100%).
Већинска вероисповест месног становништва је православље.